# Shinjo

Shinjō (新庄市; -shi) é uma cidade japonesa localizada na província de Yamagata.
Em 2003, a cidade tinha uma população estimada em 41 568 habitantes e uma densidade populacional de 186,34 h/km². Tem uma área total de 223,08 km².
Recebeu o estatuto de cidade a 1 de Abril de 1949.